# Lpf 94
Läroplan för de frivilliga skolformerna (Lpf 94) infördes 1994 och reglerar flera typer av skolor i Sverige: gymnasieskolan, gymnasiesärskolan, den kommunala vuxenutbildningen, statens skolor för vuxna samt vuxenutbildningen för utvecklingsstörda.
I Lpf 94 redogörs för skolans värdegrund och uppgifter, samt mål och riktlinjer. I de senare regleras bland annat kunskaper, normer och värden, elevernas ansvar och inflytande, bedömning och betyg samt rektors ansvar.
Reformen följdes av Gy 2011.